# Chris Heister
Gun Christina "Chris" Heister, född Ekström den 18 september 1950 i Hargs församling, då i Stockholms län, är en svensk politiker (moderat) och ämbetsman. Hon var landshövding i Västerbottens län 2008–2012 och landshövding i Stockholms län 2012–2017.

## Bakgrund
Chris Heister är uppvuxen i byn Sandika i Hargs socken i norra Roslagen. Hon har studerat sociologi vid Uppsala universitet och arbetade tidigare som socialsekreterare. Hon har tidigare varit gift med Per Heister. Sedan 2013 är hon hedersledamot av Stockholms nation i Uppsala.

## Politisk karriär
Under regeringen Carl Bildt (1991–1994) var hon politiskt sakkunnig i nordiska frågor vid statsrådsberedningen. Hon var riksdagsledamot 1991–2002 och vice ordförande i socialutskottet 1998–2002 samt ledamot av näringsutskottet 1994–1998. Därutöver var hon suppleant i socialförsäkringsutskottet, utbildningsutskottet och EU-nämnden, ledamot av krigsdelegationen och riksdagens valberedning samt ordförande i Nordiska rådets svenska delegation. Hon var även vice partiordförande i Moderata samlingspartiet 1999–2003 och landstingsråd i Stockholms läns landsting 2002–2008, 2002–2006 som oppositionsledare och därefter som finanslandstingsråd. 2009 utnämndes hon till ordförande i den nyinrättade myndigheten Tillväxtverkets styrelse.
Chris Heister var en av de drivande politikerna bakom projektet Nya Karolinska Sjukhuset.

## Övriga uppdrag
- Ordförande Umeå universitet 2017 -[10]
- Ordförande Taxiförbundet 2018 - 2021[11]
- Ordförande Spritmuseum[12]
- Ordförande Kulturfonden för Sverige och Finland